# حوض طرفاية
هو حوض هيكلي يقع في جنوب المغرب يمتد غربًا إلى المياه الإقليمية المغربية في المحيط الأطلسي. سمي الحوض باسم مدينة طرفاية الواقعة بالقرب من حدود الصحراء الغربية، وهي منطقة تحكمها المملكة المغربية. تشكل جزر الكناري الحافة الغربية للحوض وتقع على بعد حوالي 100 كم إلى الغرب. 
يتميز حوض طرفاية بأنه حوض قاري هامشي سلبي. تشكلت أحواض أخرى في شمال غرب إفريقيا، على طول حافة المحيط الأطلسي، بطريقة مماثلة. من الشمال، يحد حوض طرفاية حوضي أغادير والسعوسورة، ومن الجنوب حوض عوين في الصحراء الغربية. بالإضافة إلى ذلك، تم تصنيف حوض طرفاية والأحواض الأخرى في شمال غرب إفريقيا على أنها نظائر ومترابطة لحوض نوفا سكوشا قبالة الشاطئ من جنوب شرق كندا.

## التاريخ الجيولوجي

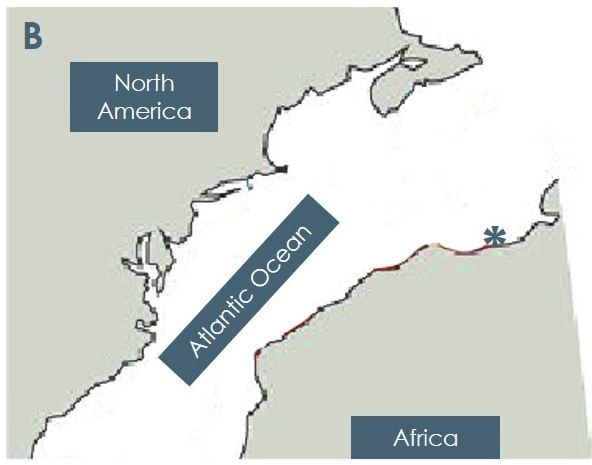
في الشكل ب، أدى انتشار قاع البحر إلى تكوين المحيط الأطلسي.

التصدع والانتشار المحيطي المبكر بدأ التصدع الأولي لبانجيا قبل 260 مليون سنة من الوقت الحاضر خلال العصر البرمي المتأخر واستمر خلال العصر الترياسي. خلال هذه المرحلة من التصدع، تضاءلت القشرة القارية وبدأ فصل أمريكا الشمالية عن شمال غرب إفريقيا.  أدى الصدع الطبيعي في اتجاه الشمال الشرقي والجنوب الغربي إلى إنشاء سلسلة من القاذفات وتطور نصف الخطاف مع انحسار القشرة الرقيقة. أدى الهبوط إلى تكوين حوض ضحل بدون تكوين محيط.
وتتراوح أبعاد الأحواض المغطاة ونصف المغطاة ما بين 20-30 كم عرضًا، من الشرق إلى الغرب، ومن 50 إلى 100 كم في الطول، من الشمال إلى الجنوب. بدأ الردم الأولي للأحواض عن طريق نقل الرواسب من التيار القاري وأحواض الأنهار بالتزامن مع التصدع خلال أواخر العصر الترياسي حيث كانت الأنهار تنقل الرواسب ذات اللون الأحمر والبني، وهي سمة من سمات الفترة الجيولوجية. تم ترسيب ما يصل إلى 5000 متر من طبقات الرواسب ذات اللون الأحمر والبني عبر أواخر العصر الترياسي.
قبل 200 مليون سنة من الوقت الحاضر، قبل بداية انتشار المحيطات، خلقت مقاطعة وسط الأطلسي الصخرية عتبات نارية وسدودًا تغطي الصخور الرسوبية المتأخرة من العصر الترياسي.

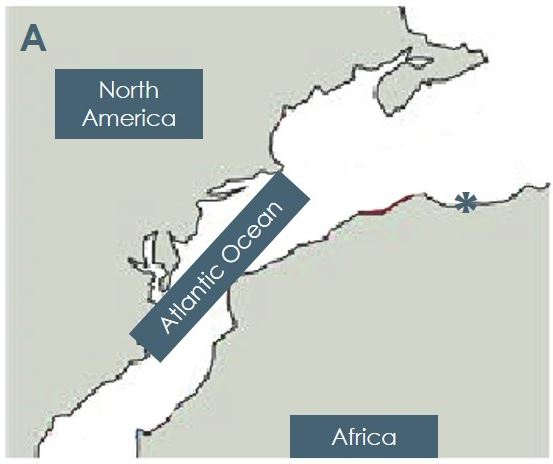
في الشكل (أ)، أدى التصدع الأولي لأفريقيا وأمريكا الشمالية إلى إنشاء ممر بحري ضيق.

في بداية العصر الجوراسي، ظل الحوض المبكر ضيقًا ولكنه تعرض لانتهاك مياه البحر. أدى ذلك إلى تكوين بحر ضحل كان غالبًا عرضة لتغيرات كبيرة في عمق المياه. عندما ملأت المياه المالحة البحر الضحل، تسبب التبخر في فقدان مياه البحر مع ترك الملح في الحوض. على مدار مليون عام، ترسب ما يزيد عن 1500 متر من الملح. بدأت هجرة الملح خلال العصر الجوراسي مع تحميل الرواسب. ومع ذلك، فقد تطورت الآليات الرئيسية لهجرة الملح في وقت لاحق.

### الانتشار المحيطي والترسب الجوراسي
بدأ الانتشار المحيطي في أوائل العصر الجوراسي، مما سمح باستقرار مستويات المياه في المحيط الأطلسي. تم حساب معدلات الانتشار بشكل متغير بواسطة نماذج مختلفة بمعدل 8 مم / سنة و 20 مم / سنة. ما يمكن الاتفاق عليه هو أن الانتشار المحيطي الأولي استمر بوتيرة بطيئة وزاد لاحقًا بشكل ملحوظ. تضاعف معدل الانتشار عبر العصر الجوراسي الأوسط مما أتاح مساحة إقامة في حوض أوسع. ومن العوامل الأخرى التي أثرت في مساحة الإقامة معدلات الهبوط التي بلغت 150 ملم / سنة والتي نتجت عن انتشار قاع البحر.
من خلال العصر الجوراسي، طورت حافة المحيط الأطلسي على طول ساحل المغرب منحدرات كربونات كبيرة. نمت هذه المنحدرات أكثر سمكًا واتساعًا في جميع أنحاء العصر الجوراسي خلال فترات الانتشار المحيطي والهبوط. مع ترقق القشرة وتراجعها، سمحت مساحة إضافية في المحيط الأطلسي الضحل بتطوير طبقات جديدة على منحدر الكربونات. تطورت الشعاب الكربونية عندما نمت منصات Oxfordian-Kimmeridgian في النهاية إلى تلال مرجانية. مع انتهاء العصر الجوراسي، تباطأ نمو منصة الكربونات. كشف الانحدار الجوراسي المتأخر عن الشعاب الكربونية والمنصات. أدى هذا التعرض للكربونات إلى تآكل شديد وتكوين الكارستات على منحدر الكربونات.

### تطوير دلتا العصر الطباشيري
عندما بدأت مستويات سطح البحر في الارتفاع مرة أخرى خلال أوائل العصر الطباشيري، غمر الجرف الجوراسي المكشوف. أدت درجات الحرارة المتزايدة خلال العصر الطباشيري، إلى جانب زيادة التعرية الداخلية، إلى نقل كميات كبيرة من المواد البطنية. شكلت الكتل البلاستيكية ذات الحبيبات الدقيقة أساس المجمعات الدلتا على طول الحافة الساحلية. تسمح مساحة الإقامة المتزايدة خلال المرتفعات بترسيب المواد الغرينية فوق كربونات الجرف الجوراسي السابق. دفنت هذه المواد الغرينية الكربونات في نهاية المطاف مع تطور الدلتا المتقدمة في أوائل العصر الطباشيري. ضمن هذه التسلسلات الدلتا، تم ترسيب عدد من الوحدات الصخرية.  

### ارتفاعات جبال أطلس وانقلابها وترسبات حقب الحياة الحديثة
بالقرب من نهاية العصر الطباشيري وبداية العصر الثالث، تقاربت الصفائح القارية الأفريقية والأوروبية الآسيوية واصطدمت، وتم إنشاء جبال الأطلس عن طريق الارتفاع. أعاد هذا تنشيط العيوب الأساسية على طول حافة المحيط الأطلسي وتسبب في الضغط. مع زيادة ارتفاع جبال الأطلس، زادت معدلات الترسيب. تم نقل هذه الرواسب في جميع أنحاء العالم الثالث إلى الحوض العميق للمحيط الأطلسي خلال أوائل حقب الحياة الحديثة المنخفضة. مع استمرار المحيط الأطلسي في انتشاره إلى العصر الحديث، حدث الترسيب عن طريق الترسيب البطني للكتل الرملية الدقيقة الحبيبات والرواسب نصف العميقة. وكانت النتيجة عبارة عن رواسب صخرية مبطنة بطبقة رقيقة نمت في سمكها بمرور الوقت.

### هياكل الملح

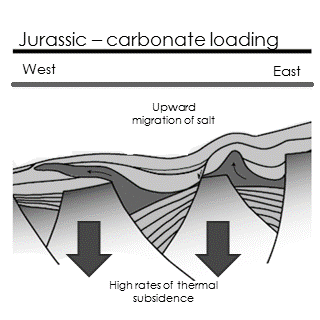
تطوير منحدر كربونات الجوراسي - مع انتشار المحيط الأطلسي، حدث تطور إقليمي للكربونات في البحار الضحلة. تسبب هذا في هجرة الملح إلى الأعلى.

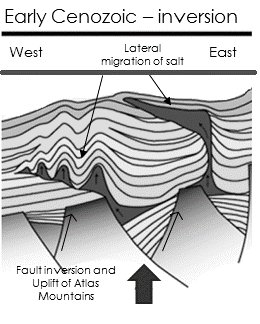
انقلاب حقب الحياة الحديثة وهجرة الملح - مع انعكاس جبال الأطلس، أعيد تنشيط الصدوع وتسببت في قص قباب الملح نحو الحوض. نتج عن ذلك قمم مظلة كبيرة لهياكل الملح.

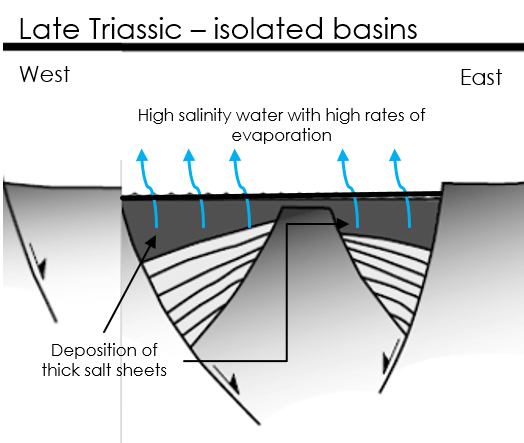
تصدع حوض الأطلسي المبكر - كانت الأحواض المعزولة التي تحتوي على مياه ذات ملوحة عالية معرضة لمعدلات عالية من التبخر. أدى ذلك إلى ترسب صفائح ملح سميكة